# Neomyrtus pedunculata
Neomyrtus pedunculata är en myrtenväxtart som först beskrevs av Joseph Dalton Hooker, och fick sitt nu gällande namn av Harry Howard Barton Allan. Neomyrtus pedunculata ingår i släktet Neomyrtus och familjen myrtenväxter. Inga underarter finns listade i Catalogue of Life.